# إدنا ماي هاريس
إدنا ماي هاريس (بالإنجليزية: Edna Mae Harris)‏ هي ممثلة أمريكية، ولدت في 29 سبتمبر 1910 بهارلم في الولايات المتحدة، وتوفيت في 15 سبتمبر 1997 بنيويورك في الولايات المتحدة.

## وصلات خارجية
- إدنا ماي هاريس على موقع IMDb (الإنجليزية)
- إدنا ماي هاريس على موقع ميوزك برينز (الإنجليزية)
- إدنا ماي هاريس على موقع قاعدة بيانات برودواي على الإنترنت (الإنجليزية)
- إدنا ماي هاريس على موقع قاعدة بيانات الأفلام السويدية (السويدية)
- إدنا ماي هاريس على موقع قاعدة بيانات الفيلم (الإنجليزية)
- إدنا ماي هاريس على موقع كينوبويسك (الروسية)